# Bundesstraße 2a
Die Bundesstraße 2a (Abkürzung: B 2a) war eine geplante Bundesstraße in Deutschland.

## Planungen
Von Mitte der 1980er-Jahre bis zum Jahr 2004 war die zweibahnige Fortsetzung der Bundesstraße 2 über die zu diesem Zwecke Kleeblatt-förmige angelegte und im Osten von Schwabach liegende Anschlussstelle Roth der A 6 geplant. Dies war in der Bevölkerung heftig umstritten, da die geplante Trasse durch die Rednitzniederungen hätte verlaufen sollen. Dies hätte unter anderem nach der Ansicht des B.U.N.D. eine einzigartige Tal- und Naturlandschaft zerstört.
Mit der Realisierung des Ausbauplanes hätte sich eine Umgehung der Stadt Schwabach ergeben. Die Trasse wäre über die damals zu diesem Zwecke Kleeblatt-förmig angelegte Anschlussstelle Roth (bei Schwabach) hinaus nach Limbach, Nürnberg-Katzwang und Nürnberg-Reichelsdorf auf den dort bereits für diesen Anschluss vorgesehenen Frankenschnellweg (Kreisstraße N 4) und von dort über das Kreuz Nürnberg-Hafen (Querung der Südwesttangente) in Richtung der nördlichen A 73 geführt worden.
Ursprünglich war die Trasse als A 751, später als A 77 geplant. Zur Unterscheidung vom alten Teilstück (siehe unten) trug diese geplante Trasse auch die Bezeichnung B 2a (neu).
Im Juli 2004 haben der Deutsche Bundestag und der Bundesrat den neuen Bundesverkehrswegeplan ohne B 2a beschlossen.
Daran anschließend hat die Bayerische Staatsregierung im September 2004 das Rednitztal von der Bundesautobahn 6 entlang der ganzen Trasse der B 2a und weiter bis nach Stein als Natura-2000-(FFH-)Gebiet über die Bundesregierung an die EU nach Brüssel gemeldet. Im Zuge des 6-streifigen Ausbaus der A 6 wurde die Anschlussstelle Roth in den späten 2010er Jahren von der Kleeblattform in ein Dreieck umgebaut, das keinen Anschluss der B 2a mehr vorsieht.

## Geschichte
Bis 1995 war B 2a die Bezeichnung für ein Teilstück zwischen der Autobahnanschlussstelle Roth und Roth der heutigen B 2, das zunächst unter dieser Bezeichnung eröffnet worden war. Dieses Teilstück wurde 1995 umgewidmet und ist seitdem die eigentliche B 2. Die ursprüngliche Strecke von Schwabach über Rednitzhembach und Pfaffenhofen nach Roth (Stadtgebiet) ist heute abgestuft zur Staatsstraße 2409. In der Bevölkerung ist die Bezeichnung B 2a noch heute üblich.